# Stenothoe tenella
Stenothoe tenella är en kräftdjursart som beskrevs av Georg Ossian Sars 1882. Stenothoe tenella ingår i släktet Stenothoe, och familjen Stenothoidae. Arten har ej påträffats i Sverige.